# Eloeophila sabrina
Eloeophila sabrina är en tvåvingeart som först beskrevs av Alexander 1929.  Eloeophila sabrina ingår i släktet Eloeophila och familjen småharkrankar. Inga underarter finns listade i Catalogue of Life.